# Aeriél Miranda
Ne pas confondre avec Ariel Miranda.
 (juillet 2014).
Si vous disposez d'ouvrages ou d'articles de référence ou si vous connaissez des sites web de qualité traitant du thème abordé ici, merci de compléter l'article en donnant les références utiles à sa vérifiabilité et en les liant à la section « Notes et références ».
Aeriél Christine Miranda, née le 3 avril 1992 à Dallas au Texas, est une actrice américaine. Elle est surtout connue pour le rôle récurrent de Shana Fring dans la série Pretty Little Liars (2013-2014). Miranda a également eu le rôle de Lana Jacobs dans la série The Nine Lives of Chloe King d'ABC Family.

## Filmographie

### Cinéma
- 2012 : Tipping Point : Gina
- 2013 : Love Triangle : April

### Télévision
- 2006 : Endurance : elle-même (membre de l'équipe Rouge)
- 2006 : Fear Factor (en) : elle-même (épisode Family Fear Factor)
- 2011 : The Nine Lives of Chloe King : Lana Jacobs (4 épisodes)
- 2013–2014 : Pretty Little Liars : Shana Fring (saisons 3, 4 et 5)
- 2013 : The Tomorrow People : Piper Nichols (épisode 6 : Sorry for Your Loss)
- 2017 : Les 10 règles d'or d'une parfaite mariée : Felicia Davis